# Gerardo Eugenio Sierra Martínez
Gerardo Eugenio Sierra Martínez (Ciudad de México, 12 de octubre de 1958) es un ingeniero, investigador del Instituto de Ingeniería de la UNAM y académico mexicano especializado en la ingeniería lingüística. 

## Biografía
Nació en la Ciudad de México el 12 de octubre de 1958. Cursó la preparatoria en el Centro Universitario México y posteriormente, en 1978 ingresó a la UNAM a la Facultad de Ingeniería para realizar sus estudios en Ingeniería Civil. Al concluir, fue como misionero seglar a la Sierra Mixe de Oaxaca, donde impartió clases de matemáticas y física y asesoró en la construcción de salones de clase. 
A su regreso a la Ciudad de México se incorporó al Instituto de Ingeniería de la UNAM en el área de desastres y al adquirir más experiencia, en 1986 decidió realizar su maestría de Lingüística Hispánica en la División de Estudios de Posgrado de la Facultad de Filosofía y Letras de la UNAM. Unos años más tarde, tras asistir a un congreso de terminología, tomó la determinación de iniciar sus estudios de doctorado en Lingüística Computacional en la Universidad de Manchester de 1996 a 1999. 
Al concluir su doctorado, regresó a México con el objetivo de crear el diccionario onomasiológico y el de desarrollar la ingeniería lingüística en el país que estaba escasamente desarrollada en la época. Así, puso manos a la obra para crear el Grupo de Ingeniería Lingüística (GIL) en el II de la UNAM que es un grupo de investigación formado por académicos cuyo principal tema de estudio son las tecnologías del lenguaje y la información. El GIL incluso obtuvo en 2011 el premio al mejor artículo en el panel de ingeniería lingüística del XII simposio internacional de comunicación social en Santiago de Cuba.
Actualmente es Investigador Titular B en el Instituto de Ingeniería, miembro del Sistema Nacional de Investigadores (nivel II) desde 2004 y ha tenido varios cargos destacados, incluyendo fundador de la Asociación Mexicana para el Procesamiento del Lenguaje Natural (AMPLN) y diversos roles en comités académicos y de revisión de planes de estudio en la UNAM.

## Estudios
Preparatoria: Centro Universitario México (1975-78)

#### Licenciatura
Ingeniero Civil (1978-84), Facultad de Ingeniería, UNAM con la tesis: “Los desastres en presas vistos bajo el enfoque sistémico”.

#### Posgrado
Maestría: Lingüística Hispánica (1986-89) en la División de Posgrado de la Facultad Filosofía y Letras, UNAM con la tesis: “Bases para la búsqueda onomasiológica de términos”.
Doctorado en Lingüística Computacional (1996-99) en Department of Language Engineering, UMIST con la tesis: “Design of a concept-oriented tool for terminology”.

### Diplomas
- 1986 Seminario sobre Análisis de Riesgos, Administrativos y Costos'. División de Educación Continua de la Facultad de Contaduría y Administración, UNAM.
- 1987 “Seminario sobre Evaluación del Estado Físico de los Puentes”. Organizado por la Asociación Mexicana de Caminos y la Asociación Mexicana de Vías Terrestres.
- 1989 “Seminario sobre tecnología para la prevención de desastres”. Organizado por JICA. National Research Center for Disaster Prevention. Tsukuba, Japón.
- 1992 Curso-taller “Prevención y control de emergencias en redes de agua potable y alcantarillado”. Instituto Mexicano de Tecnología del Agua
- 1992 Curso “Método Hazop informatizado”. Itsemap México, S.A. de C.V., México, D.F.
- 2000 Entrenamiento básico en inteligencia tecnológica, formado por tres talleres: ‘Introduction to technical intelligence’ (Dr. Brad Ashton), ‘Introduction to patent análisis for technical intelligence’ (Dra. Mary Ellen Mnogee), ‘Human source collection’ (Ms. Cheryl Poirer). México.
- 2000 ‘II Jornadas Iberoamericanas de Terminología’. ENEP-Acatlán, UNAM, México, D.F.
- 2001 Curso “Últimas tendencias de la Lingüística Computacional”. Impartido por Arantza Díaz de Ilarraza, del Grupo IXA de Ingeniería lingüística.
- 2003 Curso “Creación de empresas”. Impartido por Gustavo Cadena y Rodrigo Cárdenas, Torre de Ingeniería, UNAM.
- 2004 “Enfoques modernos de programación”. Curso de actualización docente para profesores de la UNAM, impartido por Juán Carreón. Facultad de  Ingeniería, UNAM.
- 2005 “Los Corpus orales”. Curso impartido por Dr. Joaquim Llisterri (Universidad Autónoma de Barcelona), Facultad de Filosofía y Letras, UNAM.
- 2006 ‘Information retrieval and information extraction’. Curso impartido por Dra. Barbara Gawronska (Universidad de Sköven), Instituto de Ingeniería, UNAM.
- 2009 ‘The 2009 Lexicom-Americas Training Course in Lexicography and Lexical Computing’. Curso impartido por Adam Kilgarriff y Elizabeth Walter, Ciudad de México.
- 2015 “El trabajo del lingüista forense: teoría y praxis”. Curso-taller impartido por Malcolm Coulthard (University of Birmingham & Aston University), UNAM.[1]

## Investigador y Académico
Se ha dedicado principalmente a las siguientes áreas: 
- Ingeniería lingüística
- Extracción de información
- Minería de textos
- Recuperación de información
- Terminótica[4]

Asimismo ha sido organizador y destacado colaborador de los Coloquio de lingüística Computacional y Seminarios de lingüística Forense en la UNAM  en el que se han hecho aportaciones como por  ejemplo,  la atribución de autoría para identificar casos de plagio, la construcción de la culpabilidad en el discurso jurídico mexicano, el análisis de la frecuencia del fundamental aplicado al ritmo cardíaco, la lengua de señas en los juzgados y la detección automática de pedófilos en conversaciones en chat y la divulgación de la lingüística.

## Desarrollos Tecnológicos
Alguno de los proyectos en los que ha trabajado son los siguientes:
- Sierra G., Gelman O. Vigencia agosto‑1991 a diciembre‑1991, Sistema Informático de Consulta Bibliográfica, UNAM, D.F., México
- Sierra G., Gelman O. Vigencia octubre‑1991 a diciembre‑1991, Sistema Informático de Consulta de Organismos, UNAM, D.F., México
- Sierra G., Gelman O., Saldaña A., García A. y Ortega I. Vigencia enero‑1995 a marzo‑1995, Sistema de Soporte Informático, Instituto de Ingeniería, UNAM, D.F., México
- Gerardo Sierra, Gabriel Castillo Vigencia enero‑2004 a diciembre‑2006, Diccionario ILex de Lingüística, UNAM, México, México
- Sierra G., Castillo G., McNaught Vigencia enero‑2004 a mayo‑2004, Generador de agrupamientos semánticos, UNAM, México, México
- Gerardo Sierra, Gabriel Castillo Vigencia marzo‑2005 a julio‑2006, VALIDE, El Colegio de México, México, México
- Sierra G., Barrón A., Solórzano J. Vigencia enero‑2007 a febrero‑2016, Termext, UNAM, México, México

Actualmente trabaja también en proyectos relacionados con la extraccción léxica bilingüe de lenguas originarias de México, reconocimiento de patrones suicidas en redes sociales  y el análisis de opinión en periódicos.

## Obras publicadas

### Introducción  a  los  Corpus  Lingüísticos
Según Beatriz Arias del Beatriz Arias del Centro de Lingüística Hispánica “Juan M. Lope Blanch” del Instituto de Investigaciones Filológicas de la UNAM, el libro tiene dos objetivos principales: proporcionar una visión general de las características y elementos de los corpus informatizados, y ofrecer una bibliografía pertinente sobre investigaciones en el tema. El libro está dividido en cinco partes: Introducción a corpus, Compilación de corpus, Anotación de corpus, Herramientas y técnicas de análisis y Aplicaciones. El libro no solo introduce la lingüística de corpus, sino que también proporciona un recorrido por los principales corpus del español y las investigaciones posibles, siendo esencial para estudios en esta área.

### Obras
En total se tienen 83 productos primarios o piezas de investigación, separados entre: 22 artículos en extenso en revistas indizadas y con arbitraje estricto; 13 artículos en extenso de congresos con arbitraje estricto, publicados por IEEE, LNCS o LNAI, e indizados por SCIE; 8 capítulos en libros; y 41 artículos en extenso presentados en congresos con arbitraje estricto y publicados como libro. El área de Ingeniería Lingüística, con sus variantes de Procesamiento de Lenguaje Natural, Lingüística Computacional y Tecnologías del Lenguaje, así como sus aplicaciones a la Lexicografía, Terminología, Bibliotecología, Lingüística Aplicada, Corpus Lingüísticos, etc., se ve reflejada en una serie de publicaciones diversas que están indizadas tanto por Science Citation Index y Social Science Citation Index, así como por otros índices tanto nacionales como internacionales.